# Fischtown Pinguins Bremerhaven
Fischtown Pinguins Bremerhaven je německý klub ledního hokeje, který sídlí ve městě Bremerhaven. Město společně s Brémami tvoří Svobodné hanzovní město Brémy. Založen byl v roce 1974 pod názvem RSC Bremerhaven (Roll- und Schlittschuhclub). Svůj současný název nese od roku 2002. Od sezóny 2016/17 působí v Deutsche Eishockey Lize, německé nejvyšší soutěži ledního hokeje. Klubové barvy jsou červená a bílá.
Své domácí zápasy odehrává v Eisareně Bremerhaven s kapacitou 4 700 diváků.

## Historické názvy
Zdroj:
- 1974 – RSC Bremerhaven (Roll- und Schlittschuhclub Bremerhaven)
- 1983 – REV Bremerhaven (Roll- und Eissportverein Bremerhaven)
- 2002 – Fischtown Pinguins Bremerhaven

## Přehled ligové účasti
Stručný přehled
Zdroj:
- 1974–1975: Eishockey-Regionalliga Nord (4. ligová úroveň v Německu)
- 1975–1978: Eishockey-Oberliga Nord (3. ligová úroveň v Německu)
- 1978–1983: 2. Eishockey-Bundesliga (2. ligová úroveň v Německu)
- 1983–1988: Eishockey-Regionalliga Nord (4. ligová úroveň v Německu)
- 1988–1994: Eishockey-Oberliga Nord (3. ligová úroveň v Německu)
- 1994–1996: 2. Eishockey-Liga Nord (3. ligová úroveň v Německu)
- 1996–1998: 1. Eishockey-Liga Nord (2. ligová úroveň v Německu)
- 1998–1999: 1. Eishockey-Liga Nord (3. ligová úroveň v Německu)
- 1999–2000: Eishockey-Oberliga Nord (3. ligová úroveň v Německu)
- 2000–2003: 2. Eishockey-Bundesliga (2. ligová úroveň v Německu)
- 2003–2004: Eishockey-Oberliga Nordost (3. ligová úroveň v Německu)
- 2004–2013: 2. Eishockey-Bundesliga (2. ligová úroveň v Německu)
- 2013–2016: DEL2 (2. ligová úroveň v Německu)
- 2016– : Deutsche Eishockey Liga (1. ligová úroveň v Německu)

Jednotlivé ročníky
Zdroj:
Legenda: ZČ - základní část, červené podbarvení - sestup, zelené podbarvení - postup, fialové podbarvení - reorganizace, změna skupiny či soutěže
| Německo (1974 – ) |                         |           |                                                                                   |                                                                                   |                                                                                   |
| Sezóny            | Soutěž                  | Úroveň    | ZČ                                                                                | Play-off                                                                          | Poznámky                                                                          |
| 1974/75           | Regionalliga Nord       | 4. úroveň | 3. místo                                                                          |                                                                                   | Postup                                                                            |
| 1975/76           | Oberliga Nord           | 3. úroveň | 7. místo                                                                          |                                                                                   |                                                                                   |
| 1976/77           | Oberliga Nord           | 3. úroveň | 2. místo                                                                          | Baráž o 2. Bundesligu (3. místo)                                                  |                                                                                   |
| 1977/78           | Oberliga Nord           | 3. úroveň | 1. místo                                                                          | Baráž o 2. Bundesligu (1. místo)                                                  | Postup                                                                            |
| 1978/79           | 2. Bundesliga           | 2. úroveň | 6. místo                                                                          |                                                                                   |                                                                                   |
| 1979/80           | 2. Bundesliga           | 2. úroveň | 8. místo                                                                          |                                                                                   |                                                                                   |
| 1980/81           | 2. Bundesliga           | 2. úroveň | 9. místo                                                                          |                                                                                   |                                                                                   |
| 1981/82           | 2. Bundesliga Nord      | 2. úroveň | 5. místo                                                                          | Finálová skupina (8. místo)                                                       |                                                                                   |
| 1982/83           | 2. Bundesliga           | 2. úroveň | 5. místo                                                                          | Finálová skupina (5. místo)                                                       | Insolvence, odstoupení                                                            |
| 1983/84           | Regionalliga Nord       | 4. úroveň | 3. místo                                                                          |                                                                                   |                                                                                   |
| 1984/85           | Regionalliga Nord       | 4. úroveň | 4. místo                                                                          |                                                                                   |                                                                                   |
| 1985/86           | Regionalliga Nord       | 4. úroveň | 1. místo                                                                          | Semifinále                                                                        |                                                                                   |
| 1986/87           | Regionalliga Nord       | 4. úroveň | 3. místo                                                                          |                                                                                   |                                                                                   |
| 1987/88           | Regionalliga Nord       | 4. úroveň | 1. místo                                                                          | Semifinále                                                                        | Postup                                                                            |
| 1988/89           | Oberliga Nord           | 3. úroveň | 9. místo                                                                          | Baráž o Oberligu Nord (2. místo)                                                  |                                                                                   |
| 1989/90           | Oberliga Nord           | 3. úroveň | 5. místo                                                                          | Baráž o Oberligu Nord (5. místo)                                                  |                                                                                   |
| 1990/91           | Oberliga Nord           | 3. úroveň | 8. místo                                                                          |                                                                                   |                                                                                   |
| 1991/92           | Oberliga Nord/Nord      | 3. úroveň | 5. místo                                                                          | Skupina o udržení (2. místo)                                                      |                                                                                   |
| 1992/93           | Oberliga Nord           | 3. úroveň | 6. místo                                                                          | Finálová skupina (6. místo)                                                       |                                                                                   |
| 1993/94           | Oberliga Nord           | 3. úroveň | 13. místo                                                                         | Baráž o Oberligu Nord (8. místo)                                                  | Reorganizace                                                                      |
| 1994/95           | 2. Eishockey-Liga Nord  | 3. úroveň | 5. místo                                                                          | Baráž o 1. Ligu Nord (9. místo)                                                   |                                                                                   |
| 1995/96           | 2. Eishockey-Liga Nord  | 3. úroveň | 5. místo                                                                          | Baráž o 1. Ligu Nord (4. místo)                                                   | Postup                                                                            |
| 1996/97           | 1. Eishockey-Liga Nord  | 2. úroveň | 12. místo                                                                         | Baráž o 1. Ligu Nord (2. místo)                                                   |                                                                                   |
| 1997/98           | 1. Eishockey-Liga Nord  | 2. úroveň | 9. místo                                                                          | Baráž o 1. Ligu Nord (6. místo)                                                   | Reorganizace                                                                      |
| 1998/99           | 1. Eishockey-Liga Nord  | 3. úroveň | 1. místo                                                                          | Vítěz                                                                             | Reorganizace                                                                      |
| 1999/00           | Oberliga Nord           | 3. úroveň | 2. místo                                                                          | Zápas o 3. místo (výhra)                                                          | Postup                                                                            |
| 2000/01           | 2. Bundesliga           | 2. úroveň | 5. místo                                                                          | Semifinále                                                                        |                                                                                   |
| 2001/02           | 2. Bundesliga           | 2. úroveň | 2. místo                                                                          | Vítěz                                                                             |                                                                                   |
| 2002/03           | 2. Bundesliga           | 2. úroveň | 12. místo                                                                         | Zápas o udržení (prohra)                                                          | Sestup                                                                            |
| 2003/04           | Oberliga Nordost        | 3. úroveň | 1. místo                                                                          | Vítěz                                                                             | Postup                                                                            |
| 2004/05           | 2. Bundesliga           | 2. úroveň | 5. místo                                                                          | Semifinále                                                                        |                                                                                   |
| 2005/06           | 2. Bundesliga           | 2. úroveň | 1. místo                                                                          | Finále                                                                            |                                                                                   |
| 2006/07           | 2. Bundesliga           | 2. úroveň | 3. místo                                                                          | Čtvrtfinále                                                                       |                                                                                   |
| 2007/08           | 2. Bundesliga           | 2. úroveň | 12. místo                                                                         | Zápas o udržení (výhra)                                                           |                                                                                   |
| 2008/09           | 2. Bundesliga           | 2. úroveň | 10. místo                                                                         | Čtvrtfinále                                                                       |                                                                                   |
| 2009/10           | 2. Bundesliga           | 2. úroveň | 11. místo                                                                         | Play-out, 1. kolo (výhra)                                                         |                                                                                   |
| 2010/11           | 2. Bundesliga           | 2. úroveň | 3. místo                                                                          | Čtvrtfinále                                                                       |                                                                                   |
| 2011/12           | 2. Bundesliga           | 2. úroveň | 9. místo                                                                          | Play-out (5. místo)                                                               |                                                                                   |
| 2012/13           | 2. Bundesliga           | 2. úroveň | 5. místo                                                                          | Čtvrtfinále                                                                       | Reorganizace                                                                      |
| 2013/14           | DEL2                    | 2. úroveň | 1. místo                                                                          | Vítěz                                                                             |                                                                                   |
| 2014/15           | DEL2                    | 2. úroveň | 2. místo                                                                          | Finále                                                                            |                                                                                   |
| 2015/16           | DEL2                    | 2. úroveň | 2. místo                                                                          | Čtvrtfinále                                                                       | Postup po zisku licence                                                           |
| 2016/17           | Deutsche Eishockey Liga | 1. úroveň | 10. místo                                                                         | Čtvrtfinále Prohra s EHC Red Bull München 0 : 4                                   |                                                                                   |
| 2017/18           | Deutsche Eishockey Liga | 1. úroveň | 9. místo                                                                          | Čtvrtfinále Prohra s EHC Red Bull München 1 : 4                                   |                                                                                   |
| 2018/19           | Deutsche Eishockey Liga | 1. úroveň | 7. místo                                                                          | Předkolo Prohra s Eisbären Berlín 1 : 2                                           |                                                                                   |
| 2019/20           | Deutsche Eishockey Liga | 1. úroveň | Ročník zrušen po odehrání základní části z důvodu epidemie koronaviru SARS-CoV-2. | Ročník zrušen po odehrání základní části z důvodu epidemie koronaviru SARS-CoV-2. | Ročník zrušen po odehrání základní části z důvodu epidemie koronaviru SARS-CoV-2. |
| 2020/21           | Deutsche Eishockey Liga | 1. úroveň |                                                                                   | Čtvrtfinále Prohra s Grizzlys Wolfsburg 1 : 2                                     |                                                                                   |
| 2021/22           | Deutsche Eishockey Liga | 1. úroveň | 6. místo                                                                          | Čtvrtfinále Prohra s Grizzlys Wolfsburg 2 : 3                                     |                                                                                   |
| 2022/23           | Deutsche Eishockey Liga | 1. úroveň | 8. místo                                                                          | Čtvrtfinále Prohra s EHC Red Bull München 2 : 4                                   |                                                                                   |
| 2023/24           | Deutsche Eishockey Liga | 1. úroveň | Zlatá medaile                                                                     | Finále Prohra s Eisbären Berlin 1 : 4                                             |                                                                                   |
| 2024/25           | Deutsche Eishockey Liga | 1. úroveň | 3. místo                                                                          | Čtvrtfinále Prohra s Kölner Haie 2 : 4                                            |                                                                                   |

## Účast v mezinárodních pohárech
Zdroj:
Legenda: SP - Spenglerův pohár, EHP - Evropský hokejový pohár, EHL - Evropská hokejová liga, SSix - Super six, IIHFSup - IIHF Superpohár, VC - Victoria Cup, HLMI - Hokejová liga mistrů IIHF, ET - European Trophy, HLM - Hokejová liga mistrů, KP - Kontinentální pohár
- KP 2014/2015 – Finálová skupina (2. místo)